# マヌエル・バリェステル
マヌエル・バリェステル・ボッシ（Manuel Ballester Boix, 1919年6月27日 - 2005年4月5日）は、スペイン・バルセロナ出身の化学者。1982年にはアストゥリアス皇太子賞学術・技術研究部門を受賞した。

## 経歴
1919年6月27日にバルセロナに生まれ、1944年にバルセロナ大学で化学の学位を得た。その後マドリード大学で博士号を取得し、1949年から1951年にかけて、アメリカ合衆国のハーバード大学で学んだ。1944年にはスペイン国立研究協議会(CSIC)の理事となっている。有機化学と動力学の研究に生涯を捧げた。1982年にはアストゥリアス皇太子賞学術・技術研究部門を受賞した。2005年4月5日にバルセロナで死去した。

## 受賞
- 1982年 アストゥリアス皇太子賞学術・技術研究部門